# 千葉県立市原八幡高等学校
千葉県立市原八幡高等学校（ちばけんりつ いちはらやわたこうとうがっこう）は、千葉県市原市八幡にある公立高等学校。文部科学省の学校コードはD112210000798、旧学校調査番号は125737で、大学入試センターの高校コードは12239E。通称は八幡（やわた）、八高（やっこう）。

## 概要
千葉県中央地域にある市原市の市原地区に位置する。1983年（昭和58年）に開校した比較的新しい高等学校で、統合によって設立された鶴舞桜が丘高校を除くと、市原市内では最も新しく設立された高等学校である。2006年（平成18年）からは市原地域の進学校を目指し、単位制を導入。また同年には2学期制も導入した。2学期制導入に伴い、快適な学業を送れるように、普通教室には冷房が設置されている。

## 設置学科・定員
- 普通科（240名/学年）

## 沿革
- 1983年（昭和58年）4月1日 - 開校[1]
- 2006年（平成18年）4月1日 - 単位制・2学期制を導入[1]

## アクセス
- JR内房線 八幡宿駅から徒歩15分

## 著名な出身者
- 猫ひろし - 芸人
- 鳥養祐矢 - サッカー選手
- 鳥海晃司 - サッカー選手
- 歌広場淳 - ゴールデンボンバー